# Gedit
gedit (anglická výslovnost [ˈdžedit] či [ˈɡedit]) je jednoduchý textový editor, výchozí pro prostředí GNOME, s podporou zvýrazňování syntaxe, práce se záložkami, podporou pluginů dalšími funkcemi pro pohodlnější používání. Původní gnome-vfs, umožňující práci se vzdálenými soubory, nahradilo novější GVFS. gedit je svobodný software šířený v souladu s licencí GNU General Public License.

## Základní vlastnosti
- Plná podpora kódování UTF-8, podpora načítání/ukládání v různých znakových sadách
- Nastavitelné zvýrazňování syntaxe (např. C, C++, Java, HTML, XML, Python, Perl, PHP…)
  - 24 jazyků (jako Pascal nebo SQL)
  - 11 skriptovacích jazyků (jako JavaScript nebo Ruby)
  - 6 značkovacích jazyků (jako HTML a XML)
  - 2 vědecké (GAP [gæp] a Octave [ˈoktiv])
  - 14 jiných (jako CSS, .ini nebo gettext)
- Historie změn s možností navracení o nastavitelný počet kroků
- Práce se vzdálenými soubory prostřednictvím GVFS a FUSE [fjuːz]; FTP (s přihlášením i anonymní), ssh (SFTP), smb (sdílení MS Windows) nebo WebDav (včetně zabezpečení)
- Podpora tisku a nastavení vlastností tisku, tisk do PDF a PostScriptu
- Podpora schránky (vyjmout/kopírovat/vložit)
- Vyhledávání a nahrazování (včetně práce s koncem řádky nebo tabulátorem)
- Zalamování textu (lze vypnout), nastavení šířky tabulátoru
- Číslování řádek (lze vypnout) a přechod na specifickou řádku
- Zobrazení pravého okraje a nastavení počtu znaků (lze vypnout)
- Zvýraznění aktuální řádky, závorek (obě funkce lze vypnout)
- Vytváření záložních kopií automaticky v časových intervalech či při ukládání (lze vypnout)
- Nastavení písma a barev pro zobrazení v editoru
- Automatické odražení
- Podpora GNOME Human Interface Guidelines
- Kontrola pravopisu
- Práce se soubory v kartách, přesun karet mezi okny

## Zásuvné moduly
Aplikace gedit podporuje dynamické použití zásuvných modulů. Některé jsou šířeny přímo s programem, některé pocházejí od třetích stran. Rozhraní modulů je dobře zdokumentováno a kdokoliv může obohatit editor o další funkce.
Mezi zajímavé moduly patří například Barevná pipeta (výběr barvy z palety a vložení jejího šestnáctkového vyjádření), Kontrola pravopisu, Konzola jazyka Python, Šifrování textu, Vestavěný terminál, Mapa znaků, Komentář kódu (umožňuje zakomentovat/odkomentovat blok textu) a jiné.

## Architektura
Program gedit je určen pro grafické prostředí X Window System, ale lze jej provozovat i pod operačním systémem MS Windows a MacOS, je postaven nad grafickým rozhraním GTK+ a knihovnami GNOME, což zajišťuje jeho plnou integraci do pracovního prostředí GNOME, včetně podpory přetahování souborů do editoru gedit, podpora práce se vzdálenými soubory (GVFS, FUSE), podpora stylování GTK+/GNOME, podpora tisku prostřednictvím frameworku GNOME.